# Charles Stanhope (7e comte de Harrington)
Charles Wyndham Stanhope, 7e comte de Harrington (16 août 1809 - 26 mai 1881) est un pair anglais.

## Biographie
Charles est le fils du révérend Fitzroy Henry Richard Stanhope (24 avril 1787-11 avril 1864), fils de Charles Stanhope (3e comte de Harrington), et de Caroline Wyndham (décédée le 11 février 1876), fille illégitime de Charles Wyndham.
Charles hérite de ses titres en 1866, à la suite de la mort de son cousin, Sydney Seymour Hyde Stanhope, 6e comte de Harrington.
Lord Harrington est mort le 26 juin 1881 et est remplacé par son fils, Charles Stanhope (8e comte de Harrington)

## Famille
Le 16 février 1839, à Paris, France, Charles épouse Elizabeth Still de Pearsall (décédée le 6 février 1912 à l'âge de 89 ans), fille de Robert Lucas de Pearsall du château de Wartensee, Suisse (anciennement de Willesbridge House, Gloucestershire), et de Marie Henriette Elizabeth Hobday.
Ils ont,:
- Caroline Marguerite Stanhope (née le 28 janvier 1840, décédée le 7 août 1906). Épouse James Penrose Ingham, fils de James Taylor Ingham.
- Leicester Philippa Stanhope (née en 1842[3], bpt. 31 juillet 1842 Gawsworth, Cheshire, décédée le 20 juillet 1920 [4]). Elle épousé William Sharp Waithman (mort en 1922 [5]), de Merlin Park, comté de Galway, le 6 septembre 1883[6].
- Charles Stanhope (8e comte de Harrington) (9 janvier 1844-5 février 1917)
- Fitzroy William Whitbread Stanhope (25 décembre 1845-9 décembre 1913). Marié à Jessie Marion Hawkins Hamilton, fille adoptive de JH Gell; et remarié à Ethel Chapman, fille de Peter Godfrey Chapman.
- Fanny Joanna Stanhope (née le 29 décembre 1846)
- Lincoln Edwin Stanhope (6 avril 1849 - 1er juin 1902: noyé accidentellement), épouse Hélène de Bravura, fille de Léon de Bravura et de la comtesse de Galve. Lieutenant du 7e dragons.
- Wyndham Edward Campbell Stanhope (17 juin 1851-27 juillet 1883), épouse Camille Caroline Reyloff, fille d'Edward Reyloff.
- Jane Harriet Charlotte Stanhope (29 juillet 1853 - 8 septembre 1889). Épouse Errol Augustus Joseph Henry Blake, 4e baron Wallscourt.
- Gerald Louis Stanhope (6 juillet 1855-19 mai 1866).
- Dudley Henry Eden Stanhope, 9e comte de Harrington (13 janvier 1859-13 novembre 1928).
- Blanche Georgina Stanhope (née le 22 juin 1861, décédée en février 1939)
- Charlotte Augusta Stanhope (née le 11 novembre 1863)